# Saint-Sauveur (Dordoña)
 Saint-Sauveur  (en occitano Sent Salvador) es una población y comuna francesa, situada en la región de Aquitania, departamento de Dordoña, en el distrito de Bergerac y cantón de Bergerac-2.

## Demografía
| 284 | 334 | 420 | 529 | 605 | 606 |
| Para los censos de 1962 a 1999 la población legal corresponde a la población sin duplicidades (Fuente: INSEE [Consultar]) |     |     |     |     |     |